# Kanton Offranville
Kanton Offranville (fr. Canton d'Offranville) je francouzský kanton v departementu Seine-Maritime v regionu Horní Normandie. Skládá se z 18 obcí.

## Obce kantonu
- Ambrumesnil
- Arques-la-Bataille
- Aubermesnil-Beaumais
- Le Bourg-Dun
- Colmesnil-Manneville
- Hautot-sur-Mer
- Longueil
- Martigny
- Offranville
- Ouville-la-Rivière
- Quiberville
- Rouxmesnil-Bouteilles
- Saint-Aubin-sur-Scie
- Saint-Denis-d'Aclon
- Sainte-Marguerite-sur-Mer
- Sauqueville
- Tourville-sur-Arques
- Varengeville-sur-Mer